# 阿博因-达诺布雷加
阿博因-达诺布雷加是葡萄牙布拉加区的一个堂区。总面积11.73平方公里，总人口1155人，人口密度98.5人/平方公里。